# Kostnica Sedlec
Kostnica Sedlec (češko Kostnice v Sedlci) je majhna katoliška kapela pod pokopališko cerkvijo vseh svetnikov (češko Hřbitovní kostel Všech Svatých) v Sedlcu, predmestju  Kutne Hore na  Češkem. Kostnica  (ossuarium) je ena od dvanajstih znamenitosti na seznamu Unescove svetovne dediščine na Češkem. Predvidevajo, da so v njej skeleti 40.000 do 70.000 ljudi. Kosti so umetniško urejene, tako da krasijo kapelo  in so njena oprema. Je ena najbolj obiskanih turističnih znamenitosti na Češkem, saj pritegne več kot 200.000 obiskovalcev letno. 
Štiri ogromne zvonasto oblikovane gomile zasedajo kotičke kapele. Ogromen lestenec iz kosti, ki vsebuje vsaj eno od vsake človeške kosti, visi v središču ladje z girlandami iz lobanj, drapiranih v obok. Ob oltarju so stebri in monštrance, grb Schwarzenbergov in podpis Rint iz kosti na steni v bližini vhoda.
Kapela in cerkev sta spomin na mrtve, poznogotski stavbi (okoli 1400), verjetno je bila prav tu starejša cerkev. Cerkev je kvadratna dvonadstropna stavba z dvema vitkima šestkotnima stolpoma na fasadi. Spodaj sta slavna kostnica in del dvonadstropne terase, med stolpoma baročne fasade je zatrep s kipom Device Marije, delo M. V. Jäckla iz leta 1708. Preprosta notranjost baročne kupole je iz 1661–1663.

## Zgodovina
Leta 1278 je kralj Otokar II. Přemysl poslal opata cistercijanskega samostana v Sedlcu Heidenreicha v Sveto deželo. Vrnil se je z majhno količino zemlje z Golgote in jo raztresel po opatijskem pokopališču. Novica o tem pobožnem dejanju se je hitro razširila in pokopališče v Sedlcu je postalo zaželeno grobišče po vsej srednji Evropi. 
V sredini 14. stoletja, ko je kosila črna smrt, in po husitskih vojnah v začetku 15. stoletja je bilo na opatijskem pokopališču pokopanih več tisoč ljudi, tako da so ga morali zelo razširiti. Leta 1421 je stavbo prizadel uničujoč požar, ki so ga zanetili husiti. 
Okoli leta 1400 je bila v sredini pokopališča zgrajena gotska cerkev z obokano ladjo in spodnjo kapelo, ki se je uporabljala kot kostnica za množična grobišča, odkrita med gradnjo ali pa preprosto skrita pod ruševinami, da bi naredili prostor za nove grobove.
Po zaprtju pokopališča ob koncu 15. stoletja so bile izkopane kosti shranjene v podzemni kapeli in zunaj nje. Po letu 1511 sta bila izkop okostnjakov in skladanje njihovih kosti v kapeli zaupana na pol slepim samostanskim menihom.
V letih 1703−1710 je bila kapela ob splošni obnovi samostana ponovno vzpostavljena. Za obnovo je skrbel opat Snopek z arhitektom Janom Blažejem Santinijem Aichlom. Stavbo je bilo treba statično zavarovati, zato je Santini zgradil ščit med stolpoma zahodne fasade in zahodnim podaljškom dvorane. Izdelan je bil nov vhod, tako da so podprli sprednjo steno, ki je bila nagnjena navzven, in obnovili zgornjo kapelo. 
František Rint, rezbar, je bil leta 1870 zaposlen pri družini Schwarzenberg in postavil kup kosti v obliko, ki daje grozljivo, mrakobno podobo.

## V medijih
Leta 1970 so ob Rintovi stoletnici češkemu režiserju Janu Švankmajerju naročili, naj dokumentira kostnico. Posnel je 10-minutni razburljiv film skeletnih podob, ki jih je spremljal nevtralni glas vodnika. To različico je sprva komunistična češka oblast prepovedala zaradi domnevnega prevrata in besedilo je bilo nadomeščeno s kratkim govorjenim uvodom in Liškovo jazzovsko priredbo pesmi  Comment dessiner le portrait d'un oiseau (Kako narišeš portret ptice) Jacquesa Preverta. Od žametne revolucije pa je na voljo prvotno vodnikovo besedilo.
V dokumentarcu Long Way Round Ewana McGregorja in Charleyja Boormana je posneta tudi ta cerkev. Dan Cruickshank jo tudi pokaže v svoji Adventure of architecture.
Del zgodbe v romanu Johna Connollyja The Black Angel se odvija v kostnici.
Tudi filma Dungeons & Dragons  in Blood & Chocolate se odvijata v kostnici.
Kostnica je prikazana tudi v Ripley's Believe it or Not. Cara Seymour jo opisuje v zadnjem prizoru filma Adaptation.
Kostnica je vplivala na brlog dr. Satana v filmu Roba Zombieja House of 1000 Corpses. 
- Vhod
- Podpis F. Rinta iz kosti
- Okrasje
- Schwarzenbergov grb iz kosti
- Lestenec iz kosti in lobanj
- Kovanci darovalcev